# Ngồi tựa song đào
Ngồi tựa song đào là tên một bài hát dân ca Quan họ Bắc Ninh. Bài hát này cùng với bài Ngồi tựa mạn thuyền được sử dụng trong phần đầu buổi hát giao duyên của liền anh, liền chị. "Ngồi tựa song đào" thường được hát bởi liền anh.

## Lời bài hát
Ngồi tựa song đào 
Ngồi rằng là ngồi tựa í ơ có... mấy song ơi ơ.... đào
Là ngồi tựa có a song đào ấy mấy đêm là đêm í hôm qua
Ngồi rằng là ngồi tựa í ơ có... mấy song ô ở ờ... đào
Là ngồi tựa có a song đào.
Hỏi người là người tri kỷ í ơ
Cũng có a ra vào là ra vào có thấy vấn vương.
Hử là hội hừ
Gió rằng là gió lạnh í ơ có... đêm ơi ờ ở ... trường,
Là gió lạnh suốt đêm đông trường, ấy mấy đêm là đêm í hôm qua
Gió rằng là gió lạnh í ơ có...mấy đêm ơi ờ ở trường
Là gió lạnh suốt đêm đông trường.
Nửa chăn ơ là chăn, nửa chiếu í ơ
cũng có a nửa giường, là nửa giường để đó đợi ai.
Hử hả hội hừ
Ngắt rằng là ngắt í nhuỵ í ơ có... mấy bông ơi ơ ... huê nhài,
là ngắt nhị cái bông huê nhài, ấy mấy đôi là đôi tay em
Ngắt rằng là ngắt í nhuỵ í ơ có... mấy bông ơi ơ ... huê nhài,
là ngắt nhị cái bông huê nhài
Tay giơ ơ.. là giơ đón gió í ơ
Cũng có a tay chòi là tay chòi đón gió ghẹo trăng i
Rủi i.. à may bởi tại ơ ớ ờ.... Hằng ới a là chị Hằng ...

## Thông tin thêm
Trong buổi diễn "Đường xa vạn dặm" do nhạc sĩ Quốc Trung dàn dựng, "Ngồi tựa song đào" là một trong 4 tác phẩm góp vào câu truyện kể về nỗi nhớ thương của người phụ nữ một thân một mình nuôi con chờ chồng. Bài hát được thể hiện trên nền nhạc điện tử và dàn trống hiện đại. Nhưng khán giả không thấy sự khập khiễng giữa truyền thống và hiện đại bởi Quốc Trung đã biết cách hợp nhất dân ca và nhạc đương đại hòa quyện vào nhau.
Tham khảo thêm bài ca dao được lưu truyền
Đêm qua ngồi tựa song đào
Thấy người tri kỉ ra vào vấn vương
Năm canh gió lạnh đêm trường
Nửa chăn, nửa chiếu, nửa giường đợi ai
Tay em ngắt nhụy bông nhài
Tay giơ đón gió, tay chòi ghẹo trăng
Rủi may bởi tại chị Hằng